# Hjälpsmed
Hjälpsmed var en yrkesbeteckning på de smeder som vid sjukdomsfall eller annat förhinder för någon av de ordinarie smederna inträder i tjänstgöring för denne. Till hjälpsmeder använde man vanligen gamla avskedade smeder, som för övrigt hade annan sysselsättning vid bruken. Den kunde även vara ersättare för en dräng.